# Lesley Pearse
Lesley Pearse (* 24. Februar 1945 in Rochester, Kent) ist eine britische Schriftstellerin.

## Leben
Lesley Pearse schrieb Liebes- und Gesellschaftsromane, die in England hohe Auflagen erreichen und regelmäßig erste Plätze in den Bestsellerlisten erreichen. Weltweit sind über zwei Millionen ihrer Bücher verkauft worden. Ihre ins Deutsche übersetzten Romane werden vom Bastei-Lübbe-Verlag vertrieben.
Neben dem Schreiben engagiert sie sich für die Bedürfnisse von Frauen und Kindern. Sie ist Präsidentin für den Bereich Bath und West Wiltshire des Britischen Kinderschutzbundes. Lesley Pearse hat drei Töchter und ein Enkelkind. Sie wohnt in Torquay.

## Romane (Auswahl)
Als Taschenbuch und E-Book erschienen:
- Bis dein Herz mich findet. Bastei Lübbe, 2010, ISBN 978-3-404-16373-1
- Schatten der Erinnerung. Bastei Lübbe, 2011, ISBN 978-3-404-16085-3
- Der Zauber eines frühen Morgens. Bastei Lübbe, 2013, ISBN 978-3-404-16803-3
- Als wir Freundinnen waren. Bastei Lübbe, 2014, ISBN 978-3-404-16962-7
- Am Horizont ein helles Licht. Bastei Lübbe, 2015, ISBN 978-3-404-17193-4
- Die Belle Trilogie. Drei Romane in einem eBook. Bastei Lübbe, 2016, ISBN 978-3-7325-1995-8
- Das Geheimnis von Carlisle. Bastei Lübbe, 2016, ISBN 978-3-404-17360-0

Als E-Book erschienen:
- Das helle Licht der Sehnsucht. Bastei Lübbe, 2011, ISBN 978-3-404-14839-4
- Denn dunkel ist dein Herz. Bastei Lübbe, 2011, ISBN 978-3-404-16557-5
- In der Ferne ein Lied. Bastei Lübbe, 2011, ISBN 978-3-404-16308-3
- Mein Herz war nie fort. Bastei Lübbe, 2011, ISBN 978-3-404-27050-7
- Der Wind trägt dein Lächeln. Bastei Lübbe, 2011, ISBN 978-3-404-15635-1
- Durch stürmische Zeiten. Bastei Lübbe, 2011, ISBN 978-3-404-16456-1
- Wo die Hoffnung blüht. Bastei Lübbe, 2011, ISBN 978-3-404-15743-3
- Im zarten Glanz der Morgenröte. Bastei Lübbe, 2011, ISBN 978-3-8387-1251-2
- Wo das Glück zu Hause ist. Bastei Lübbe, 2011, ISBN 978-3-404-15288-9
- Wenn tausend Sterne fallen. Bastei Lübbe, 2011, ISBN 978-3-404-15109-7
- Echo glücklicher Tage. Bastei Lübbe, 2012, ISBN 978-3-8387-1099-0
- Doch du wirst nie vergessen. Bastei Lübbe, 2012, ISBN 978-3-8387-1563-6